# Сакская эра
Сакская эра (Шака), или эра Шаливаханы (Шаливахана-Шака), — распространённая в Индии и Камбодже система счисления солнечных лет с 15 марта 78 года н. э., когда правитель династии Сатавахана по имени Гаутамипутра Сатакарни (более известный под тронным именем Шаливахана) по преданию разгромил полукочевые племена саков, образовавшие Индо-скифское царство. Для календарных целей началом эры считается весеннее равноденствие (22 марта) 78 года н. э.
Впервые о победе Шаливаханы над саками упоминается в трудах Брахмагупты (VII век н. э.) и Аль-Бируни (973—1048 гг. н. э.). Современные историки считают это событие вымышленным{ и связывают начало Сакской эры с восхождения на престол индо-скифского царя Чаштаны в 78 году нашей эры. Его надписи, датированные 11 и 52 годами, были найдены в Андхау в регионе Кач. Эти годы интерпретируются как 11-й год Сакской эры (89 г. н. э.) и 52-й год (130 г. н. э.). Ранее более распространенной точкой зрения было то, что начало Сакской эры соответствует восшествию на престол Канишки I в 78 году нашей эры. Однако последние исследования Генри Фалька показали, что Канишка взошёл на трон в 127 году нашей эры. Более того, Канишка был не саком, а кушанским правителем. Самыми ранними известными пользователями этой эры являются Западные Кшатрапы, сакские (индо-скифские) правители Удджайна. Во времена правления Рудрасимхи I (178—197) они чеканили на своих монетах год Сакской эры, обычно на аверсе за головой короля цифрами брахми. Использование Сакской эры сохранилось до периода Гуптов и стало частью индуистской традиции после упадка буддизма в Индии. Он широко использовался в VI—VII веках, например. в произведениях Варахамихиры и Брахмагупты, а к VII веку также появляется в эпиграфике в индуистской Юго-Восточной Азии.
На острове Ява сакская эра просуществовала в неизменном виде 1555 лет до 1633 года, когда на её основе был разработан яванский календарь (введение календаря Шака на Яве связывают с культурным героем Аджи Сака). Это следует иметь в виду при чтении древних индонезийских надписей. К примеру, древнейшая надпись, найденная на территории Филиппин, датирована 822 годом сакской эры (900 год нашей эры).
Эра Шаливаханы солнечных лет сменила эру Викрамадитьи (Самват), в которой счёт шёл по лунно-солнечным годам.
В силу того, что в индийских календарях использовался не тропический год, а год несколько длиннее сидерического (около 500 г. н. э. продолжительность индийского года установлена как 365,258756 дня), со временем Новый год по сакской системе сдвинулся на 12 апреля с расхождением в два-три дня. В Едином национальном календаре Индии Новый год возвращён в позицию весеннего равноденствия. 1970 год нашей эры соответствует 1892—1893 годам эры Шаливаханы; однако в индийской традиции принят не порядковый, а количественный счёт лет, поэтому указанные годы обозначаются как 1891—1892. На сакской эре основаны единый национальный календарь Индии и календарь буддистов Камбоджи.